# Boarmia glaucocinctella
Boarmia glaucocinctella là một loài bướm đêm trong họ Geometridae.